# Oxydia punctilinea
Oxydia punctilinea là một loài bướm đêm trong họ Geometridae.